# Pagaran Malaka
Pagaran Malaka is een bestuurslaag in het regentschap Padang Lawas van de provincie Noord-Sumatra, Indonesië. Pagaran Malaka telt 590 inwoners (volkstelling 2010).